# Josh Hill (Rennfahrer)

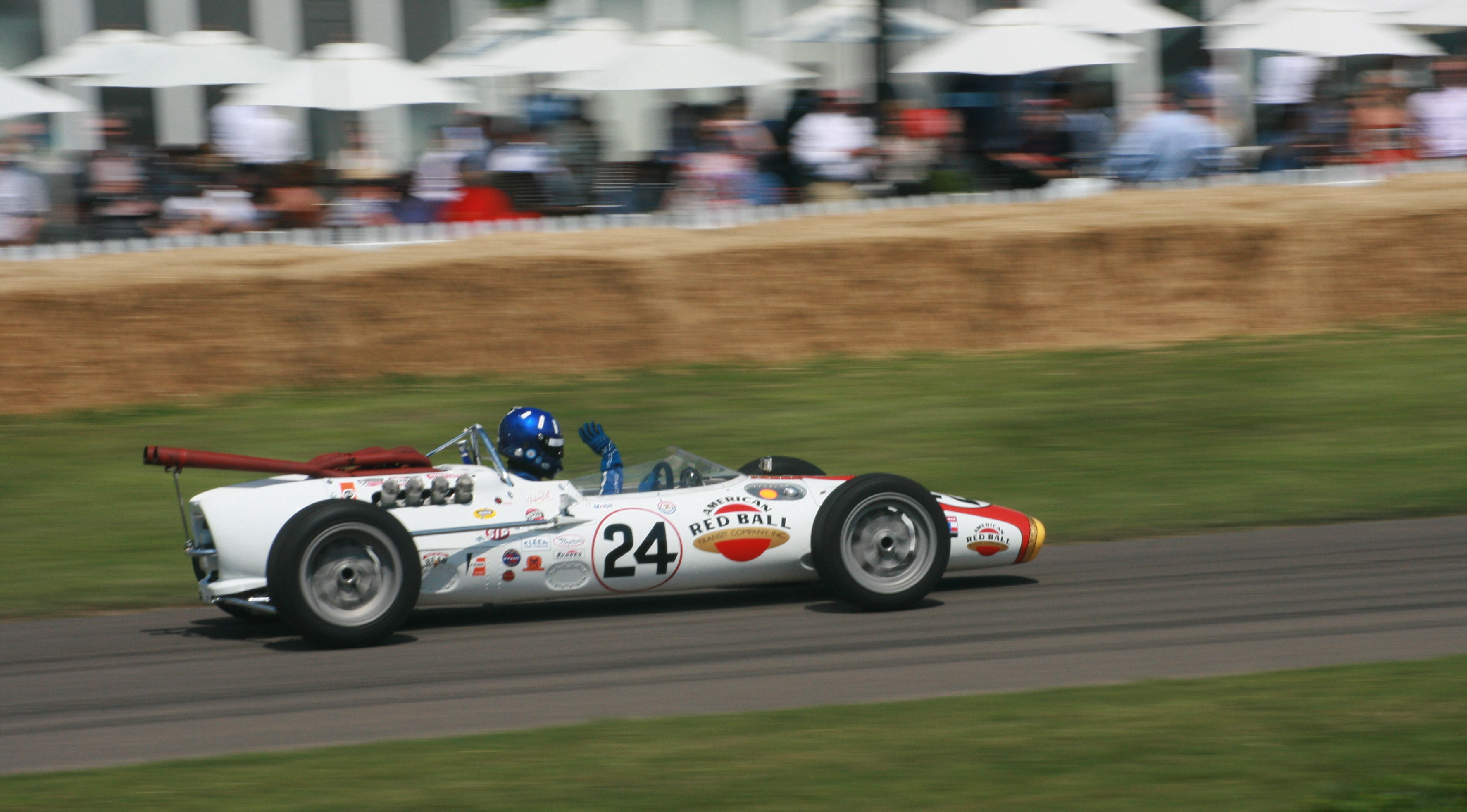
Josh Hill im Lola T90-Ford seines Großvaters Graham Hill

Joshua „Josh“ Hill (* 9. Januar 1991 in Surrey, England) ist ein ehemaliger britischer Automobilrennfahrer. Er startete 2013 in der europäischen Formel-3-Meisterschaft.
Er ist der Sohn des Formel-1-Weltmeisters Damon Hill und Enkel des zweimaligen Weltmeisters Graham Hill.

## Karriere

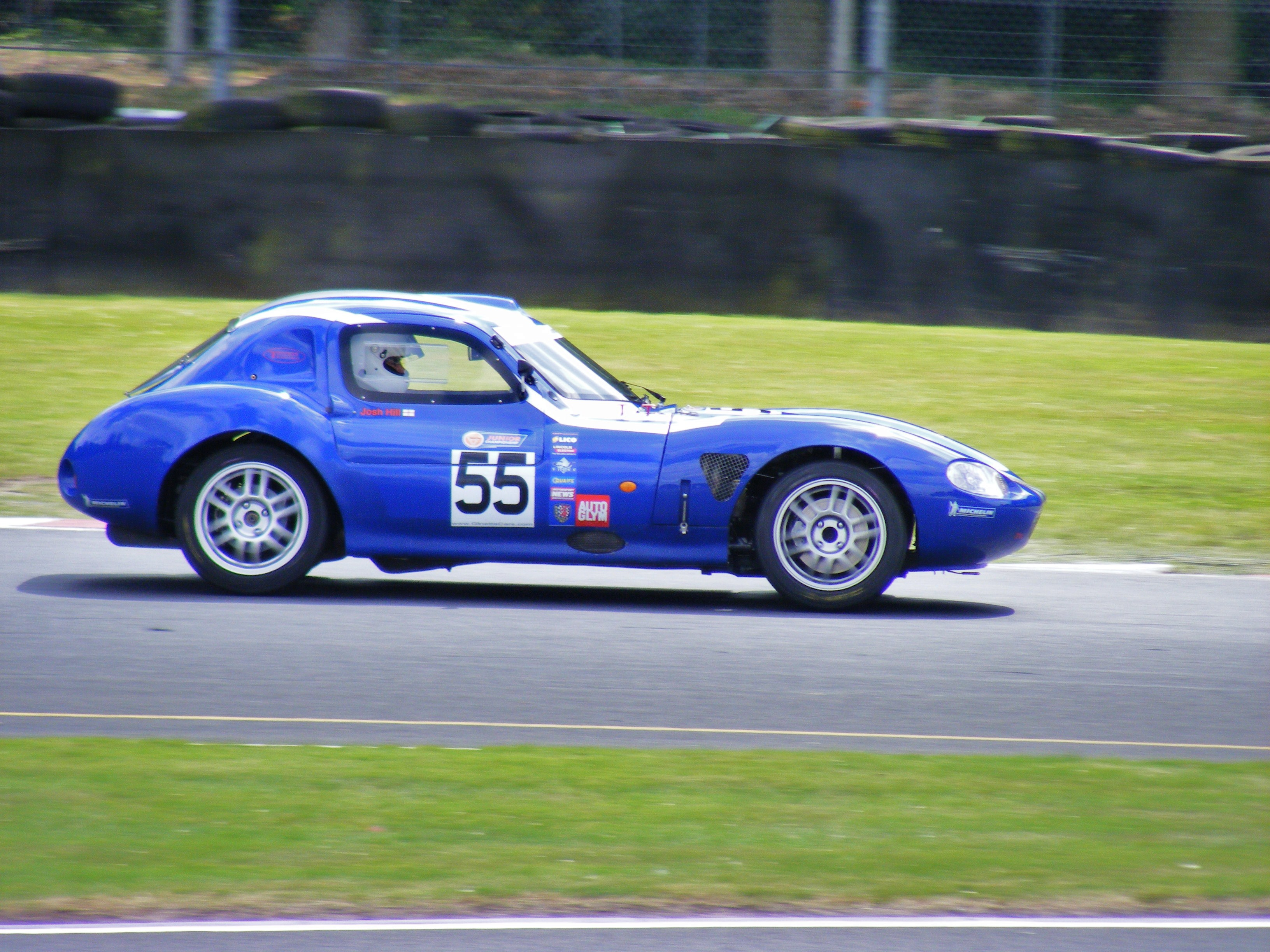
Josh Hill beim Qualifying für die Ginetta Juniors

Im Alter von 13 Jahren begann Hill seine Motorsportkarriere im Kartsport. 2008 fuhr er im GT-Sport. Er wurde Dritter in der britischen Ginetta-GT-Juniorenmeisterschaft und gewann die Wintermeisterschaft der Ginetta Junior. 2009 wechselte Hill in den Formelsport und startete für Jamun Racing in der britischen Formel Ford. Mit zwei Podest-Platzierungen schloss er seine Debütsaison auf dem elften Rang ab, während sein Teamkollege James Cole den Meistertitel gewann. 2010 entschied Hill fünf Rennen in der britischen Formel Ford für sich und verbesserte sich auf den fünften Gesamtrang. Mit Scott Pye gewann erneut sein Teamkollege die Gesamtwertung. Darüber hinaus nahm Hill an zwei Rennen der Benelux Formel Ford teil und stand dabei einmal auf dem Podium.
Ende 2010 nahm Hill für Manor Competition an der Winterserie der britischen Formel Renault teil. Mit einer Podest-Platzierung beendete er die Saison auf dem neunten Platz. Anfang 2011 fuhr Hill in der Toyota Racing Series, der höchsten Monoposto-Serie Neuseelands, für ETEC Motorsport. Mit einem vierten Platz als bestes Ergebnis wurde er 13. in der Fahrerwertung. Anschließend startete er für Manor Competition in der britischen Formel Renault. Mit zwei vierten Plätzen als beste Resultate wurde er Gesamtsiebter sowie bester Manor-Pilot. Außerdem nahm Hill für KTR an vier Veranstaltungen der nordeuropäischen Formel Renault teil. Ein vierter Platz war seine beste Platzierung. Nach der Saison bestritt er die Winterserie der britischen Formel Renault für Fortec Motorsport. Hill erzielte in allen sechs Rennen die Pole-Position und entschied zwei für sich. In der Gesamtwertung wurde er Fünfter. 2012 begann Hill die Saison erneut für ETEC Motorsport in der Toyota Racing Series. Hill startete mit einem Sieg beim Saisonauftakt in die Meisterschaft. Im weiteren Verlauf der Saison folgten mit je zwei zweiten und dritten Plätzen weitere Podest-Platzierungen. In der Gesamtwertung erreichte er als bester Pilot seines Rennstalls den vierten Platz. Anschließend sollte Hill für Fortec Motorsport an der britischen Formel Renault teilnehmen. Da die Serie aber nicht ausgetragen wurde, startete Hill in der nordeuropäischen Formel Renault für Fortec Motorsport. Hill gewann fünf Rennen und erzielte den dritten Gesamtrang. Darüber hinaus nahm Hill für Fortec Motorsport an vier Rennen des Formel Renault 2.0 Eurocups teil.
2013 erhielt Hill bei Fortec ein Cockpit für die europäische Formel-3-Meisterschaft. In Hockenheim erzielte er mit einem zweiten Platz eine Podest-Platzierung. Hill stieg zur Saisonhalbzeit auf dem zehnten Platz der Gesamtwertung liegend aus der Serie aus. Darüber hinaus beendete er damit seine Karriere als Automobilrennfahrer.

## Persönliches
Josh Hill stammt aus einer Rennfahrerfamilie. Sein Vater Damon Hill und sein Großvater Graham Hill gewannen beide die Formel-1-Weltmeisterschaft. Josh Hill verwendet, wie sein Vater und sein Großvater, ein Helmdesign, das an die Farben des Londoner Ruderklubs angelehnt ist, in dem sich seine Großeltern kennenlernten.

## Karrierestationen
| - 2008: Britische Ginetta GT, Junioren (Platz 3) - 2008: Britische Ginetta GT, Junioren Winter (Meister) - 2009: Britische Formel Ford (Platz 11) - 2010: Britische Formel Ford (Platz 5) - 2010: Benelux Formel Ford (Platz 12) | - 2010: Britische Formel Renault, Winterserie (Platz 9) - 2011: Toyota Racing Series (Platz 13) - 2011: Britische Formel Renault (Platz 7) - 2011: Nordeuropäische Formel Renault (Platz 16) - 2011: Britische Formel Renault, Winterserie (Platz 5) | - 2012: Toyota Racing Series (Platz 4) - 2012: Nordeuropäische Formel Renault (Platz 3) - 2012: Formel Renault 2.0 Eurocup (Platz 25) - 2013: Europäische Formel 3 (Platz 12) |